# Holinagalapur, Sampgaon
Holinagalapur là một làng thuộc tehsil Sampgaon, huyện Belgaum, bang Karnataka, Ấn Độ.